# Klaus Niedzwiedz
Klaus Niedzwiedz (ur. 24 lutego 1951 roku w Dortmundzie) – niemiecki kierowca wyścigowy i dziennikarz sportowy.

## Życiorys
Niedzwiedz rozpoczął karierę w międzynarodowych wyścigach samochodowych w 1977 roku od startów we Francuskiej Formule Renault, gdzie jednak nie zdobywał punktów. W późniejszych latach Niemiec pojawiał się także w stawce German Racing Championship, European Touring Car Championship, World Championship for Drivers and Makes, FIA World Endurance Championship, Norisring Trophäe, British Touring Car Championship, Deutsche Tourenwagen Meisterschaft, World Sports-Prototype Championship, World Touring Car Championship, 24-godzinnego wyścigu Le Mans, Asia-Pacific Touring Car Championship, Tooheys 1000, Japanese Touring Car Championship, Australian Endurance Championship, ADAC GT Cup, FIA Touring Car World Cup, Super Tourenwagen Cup, Bathurst 1000, German Supertouring Championship, 24h Nürburgring, SEAT Leon Supercopa Germany oraz Volkswagen Scirocco R-Cup.